# Serhi Honchar
Serguei Gontchar (Rivne, Ucrania, 3 de julio de 1970) es un exciclista ucraniano, profesional desde 1996 hasta 2009, y que ha consiguió 29 victorias.
Era un especialista en contrarreloj, como demuestran las tres medallas del Campeonato del Mundo que posee.

## Trayectoria
Sus mejores resultados en Grandes Vueltas los ha logrado en el Giro de Italia, donde ha ganado 5 etapas y terminó segundo en la edición de 2004. Además, también ha sido 4.º en 2001, 5.º en 1997, 6.º en 2005, 7.º en 1999, 8.º en 2003, 9.º en 2002 y 10.º en 1998. En el Giro de Italia 2006 vistió la maglia rosa durante dos jornadas.
En el Tour de Francia 2006 logró imponerse en la primera contrarreloj, colacándose además líder provisional de la general. De esta manera se convirtió en el primer corredor ucraniano en vestir el maillot amarillo del Tour. También ganó la última contrarreloj, un día antes de llegar a París.
En junio de 2007 fue despedido del equipo T-Mobile, por las dudas existentes en el equipo sobre unos análisis internos durante la disputa del Tour de Romandía y que ya le dejaron fuera del equipo del Giro de Italia 2007.
Se retiró de manera oficial en 2010.

## Palmarés
| 1993 - Tour de Eslovaquia 1996 - Giro del Piave - Campeonato de Ucrania Contrarreloj 1997 - 1 etapa del Giro de Italia - 1 etapa de la Vuelta a Suiza - 2.º en el Campeonato Mundial Contrarreloj - Chrono des Nations-Les Herbiers-Vendée 1998 - 1 etapa de los Cuatro días de Dunkerque - 1 etapa del Giro de Italia - Campeonato de Ucrania Contrarreloj - 1 etapa de la Vuelta a los Países Bajos - 3.º en el Campeonato Mundial Contrarreloj - Chrono des Nations-Les Herbiers-Vendée 1999 - 1 etapa del Giro de Italia - Vuelta a los Países Bajos, más 1 etapa - GP de las Naciones - Coppa della Nazione - Chrono des Nations-Les Herbiers-Vendée 2000 - Settimana Lombarda, más 1 etapa - Coppa della Nazione - Campeonato de Ucrania Contrarreloj - Campeonato Mundial Contrarreloj | 2001 - Settimana Lombarda, más 1 etapa - Campeonato de Ucrania Contrarreloj - 1 etapa de la Vuelta a los Países Bajos 2002 - Coppa della Nazione - Campeonato de Ucrania Contrarreloj 2003 - 1 etapa del Giro de Italia - 2.º en el Campeonato de Ucrania Contrarreloj - Campeonato de Ucrania en Ruta 2004 - 2.º en el Giro de Italia, más 1 etapa - 3.º en el Campeonato de Ucrania Contrarreloj 2005 - 1 etapa del Giro del Trentino 2006 - 2 etapas del Tour de Francia |

## Resultados en Grandes Vueltas y Campeonato del Mundo
| Carrera              | Carrera              | 1994 | 1995 | 1996 | 1997 | 1998 | 1999 | 2000 | 2001 | 2002 | 2003 | 2004 | 2005 | 2006 | 2007 | 2008 | 2009 |
| -------------------- | -------------------- | ---- | ---- | ---- | ---- | ---- | ---- | ---- | ---- | ---- | ---- | ---- | ---- | ---- | ---- | ---- | ---- |
|                      | Giro de Italia       | —    | —    | —    | 5.º  | 10.º | 7.º  | 9.º  | 4.º  | 23.º | 8.º  | 2.º  | 6.º  | Ab.  | —    | —    | —    |
|                      | Tour de Francia      | —    | —    | —    | —    | —    | —    | —    | —    | 64.º | —    | —    | Ab.  | 51.º | —    | —    | —    |
|                      | Vuelta a España      | —    | —    | —    | 56.º | Ab.  | —    | 57.º | —    | —    | —    | —    | —    | —    | —    | —    | —    |
| Mundial en Ruta      | Mundial en Ruta      | —    | —    | —    | 55.º | 26.º | Ab.  | Ab.  | —    | —    | 40.º | —    | —    | —    | —    | —    | Ab.  |
| Mundial Contrarreloj | Mundial Contrarreloj | 19.º | 43.º | —    | 2.º  | 3.º  | 6.º  | 1.º  | 11.º | —    | 20.º | —    | —    | —    | —    | 15.º | —    |

―: no participa

Ab.: abandono

## Equipos

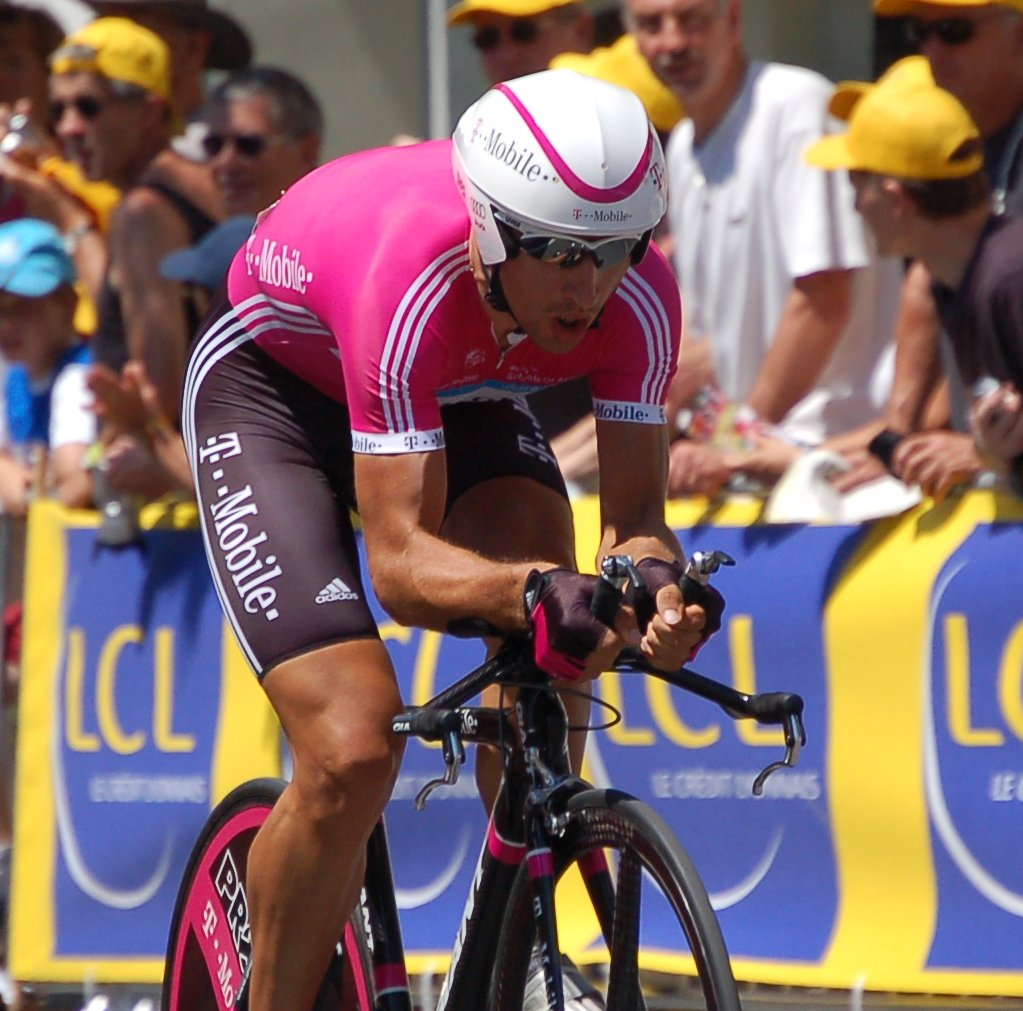
Serhi Honchar en el prólogo del Tour de Francia 2006

- Ideal (1996)
- Aki-Safi (1997)
- Cantina Tollo (1998)
- Vini Caldirola (1999)
- Liquigas (2000-2001)
- Fassa Bortolo (2002)
- De Nardi (2003-2004)
  - De Nardi-Colpack-Astro (2003)
  - De Nardi (2004)
- Domina Vacanze (2005)
- T-Mobile (2006-2007)
- Preti Mangimi (2008)
- Team Utensilnord (2009)